# Amalafrida
Amalafrida era la filla de Teodomir, rei dels ostrogots i la seva esposa Ereleuva, germana de Teodoric el Gran. Els seus fills foren Teodat, que també va ser rei dels ostrogots, i Amalaberga, que es va casar amb Hermanfred, rei dels Turingis. Es desconeix qui va ser el pare dels seus fills.
L'any 500, per consolidar la seva autoritat sobre els vàndals, Teodoric va establir una aliança matrimonial amb el rei vàndal Trasamund, que va esdevenir el segon marit d'Amalafrida. Va acudir a cartago acompanyada d'un seguici de 5000 soldats gots. L'any 523, Hilderic, successor de Trasamund, per desempellar-se de la influència del Regne Ostrogot d'Itàlia, va exterminar la tropa gòtica i va empresonar a Amalafrida, que va morir a la presó en una data desconeguda.